# Электрозаводская (станция скоростного трамвая)
«Электрозаводска́я» (укр. Електрозаводська́) — станция метротрама в городе Кривой Рог. Открыта 27 мая 2000 года. Принимает маршруты 2М
3М  4М

## Описание
Транзитное движение на перегоне «Индустриальная» — «Заречная» было открыто 25 октября 1999 года, а «Электрозаводскую» достраивали ещё больше полугода. Она стала четвёртой подземной станцией скоростного трамвая. Конструктивно напоминает станцию «Вечерний бульвар»: колонная станция мелкого заложения с шагом колонн 6 метров. 16 из 18 колон стилизованы под арки.
Над станцией расположен наземный вестибюль с кассами и турникетами, который соединён лестницами с платформами станции. Со стороны станции «Шерстепрядильная» сразу за границей платформы начинается туннель, а со стороны станции «Заречная» по обе стороны путевого туннеля расположены БТП и СТП. Сразу за платформой путевой туннель разделён пятью колоннами, потом около 50 метров представляет собой единый неразделенный двухпутный туннель под общим перекрытием, а потом превращается в два однопутных туннеля. Весь комплекс станции и близлежащих к ней туннелей строился открытым способом.
Наземный вестибюль отделан пластиком, имеет выход на конечные остановки городских автобусов и промежуточную остановку пригородных автобусов, а также троллейбусов. Рядом со станцией находится южная часть микрорайона «Заречный».